# Pietro Antonio Zorzi
Pietro Antonio Zorzi (Novogrado, 7 de novembro de 1745 - Udine, 17 de dezembro de 1803) foi um cardeal italiano.

## Biografia
Nasceu em 7 de novembro de 1745, castelo de Novogrado, diocese de Zara, Dalmácia (hoje na Croácia). De uma ilustre família da nobreza veneziana. Filho mais novo de Pietro Zorzi, governador de Novigrad, e Elisabetta Barbaro.
Estudou na Accademia dei Nobili , Veneza, dirigida pelos Padres Somascos. Entrou no noviciado somasco de Veneza em 1764; e estudou teologia em Vicenza, obtendo a licença em maio de 1766.
Ordenado em 17 de dezembro de 1768, Verona. Leitor de teologia no Collegio de Verona; e mais tarde, no Seminário de Veneza. Em 1774, tornou-se diretor do Collegio dei Nobili Brescia; e posteriormente diretor do mesmo em Veneza. Examinador sinodal em Brescia. Superiora de S. Maria della Salute, Veneza.
Eleito bispo de Ceneda, por proposta do senado veneziano, em 3 de abril de 1786. Consagrado, em 17 de abril de 1786, igreja de Ss. Nicola e Biagio, Roma, pelo cardeal Carlo Rezzonico, bispo do Porto e Santa Rufina, vice-decano do Sacro Colégio dos Cardeais, coadjuvado por Nicola Buschi, arcebispo titular de Efeso, cônego do capítulo da basílica patriarcal de Latrão, e por Pietro Luigi Gelletti, OSB, arcebispo titular de Cirene. Promovido à sé metropolitana de Udine, em 24 de setembro de 1792; ele havia sido apresentado pelo doge de Veneza em 2 de agosto de 1792.
Criado cardeal sacerdote no consistório de 17 de janeiro de 1803; recebeu o barrete vermelho por breve data papal no dia 29 de janeiro seguinte; morreu antes de receber o chapéu vermelho e o título.
Morreu em Udine em 17 de dezembro de 1803. Exposto e enterrado na catedral metropolitana de Udine.